# Norra Bohusläns kontrakt
Norra Bohusläns kontrakt är ett kontrakt i Göteborgs stift inom Svenska kyrkan. Det omfattar församlingar och pastorat inom kommunerna Lysekil, Munkedal, Sotenäs, Strömstad och Tanum.
Kontraktskod är 0808. Kontraktsprost år 2021 är Malin Hammarström.

## Administrativ historik
Kontraktet bildades 1 april 2007 av
Vikornes norra kontrakt med
- Kville pastorat: Bottna församling, Fjällbacka församling, Kville församling och Svenneby församling som 2018 uppgick i Tanums pastorat
- Tanums pastorat: Lurs församling, Naverstad-Mo församling och Tanums församling
- Strömstad pastorat: Idefjordens församling, Skee-Tjärnö församling och Strömstads församling

Vikornes södra kontrakt med 
- Bro pastorat: Brastads församling och Bro församling uppgick 2018 i Lysekils pastorat
- Lysekils pastorat: Lyse församling, Lysekils församling och Skaftö församling samt från 2018 Brastads församling och Bro församling. Dessa fem ombildades 1 januari 2023 till de två församlingarna: Lysekils södra församling och Lysekils norra församling
- Tossene pastorat: Hunnebostrands församling och Tossene församling som 2018 uppgick i Sotenäs pastorat
- Svarteborgs pastorat (2013 införlivat med Munkedals pastorat) med
  - Bärfendals församling som 2010 uppgick i Svarteborg-Bärfendals församling som 2022 uppgick i Munkedals församling
  - Svarteborgs församling som 2010 uppgick i Svarteborg-Bärfendals församling
- Foss pastorat (som 2013 ersatts av Munkedals pastorat, som från 2022 inte längre finns som flerförsamlingspastorat) med
  - Foss församling som 2022 namnändrades till Munkedals församling
  - Sörbygdens församling som 2022 uppgick i Munkedals församling
- Södra Sotenäs pastorat (som från 2014 är enbart församling, inte pastorat) med
  - Askums församling som 2010 uppgick i Södra Sotenäs församling som 2018 uppgick i Sotenäs pastorat
  - Kungshamns församling som 2010 uppgick i Södra Sotenäs församling
  - Malmöns församling som 2010 uppgick i Södra Sotenäs församling
  - Smögens församling som 2010 uppgick i Södra Sotenäs församling
- Sotenäs pastorat bildades 2018 med
  - Hunnebostrands församling
  - Tossene församling
  - Södra Sotenäs församling